# Gesté
Gesté är en kommun i departementet Maine-et-Loire i regionen Pays de la Loire i nordvästra Frankrike. Kommunen ligger i kantonen Beaupréau som tillhör arrondissementet Cholet. År 2018 hade Gesté 2 756 invånare.

## Befolkningsutveckling
Antalet invånare i kommunen Gesté
| Referens: INSEE |